# 山元淑稀
山元 淑稀（やまもとよしき）は、日本の作曲家・音楽プロデューサー・映画音楽作曲家・キーボーディスト・ターンテーブル奏者・パーカッション奏者・音楽監督。広島県出身。

## ディスコグラフィー

### コンピレーション・アルバム
- a day/RED（2002年）
  1. The Kaleidoscope / nowhere man
  2. 堀下さゆり / 幸せの木
  3. サンダルバッヂ / 松山行きフェリーボート
  4. Fleming Pie (Hooper)/ ふたつの太陽
  5. KEN-JIN BAND / 初恋 (tune-up by 243)
  6. 東野純直 / 別世界
  7. 纐纈かな / 青春の輝き
  8. 馬場俊英 / ボーイズ・オン・ザ・ラン
  9. もりたかし / ティーダノミチ
  10. Shifo / MOVE ON
  11. アーチボルト / アロエ
  12. 拝郷メイコ / やさしいちから
  13. 三角堂 / あの街のどこかで

ナヴィゲーター：金子奈緒
- a day/BLUE（2003年）
  1. Baby Boo / Love Letters(a Cappella a day ver.)
  2. 朝比奈亜希 / LET ME CRY
  3. スキップカウズ / クエスチョン
  4. Life / Not Here
  5. 東真紀 / God only knows
  6. イズミカワソラ / 荒野のガンマン
  7. カズン / 涙のゆくえ
  8. 広沢タダシ / らせん階段
  9. 加藤いづみ / 初雪
  10. arp / Nevermore
  11. 我那覇美奈 / ノスタルジア
  12. 別所ユージ（ Bluem of Youth） / 月光

ナヴィゲーター：金子奈緒
- a day/GREEN 〜hearten〜（2005年）＊日韓友情年2005オフィシャル・アルバム
・日本参加アーティスト
  1. 広沢タダシwith矢野真紀 / 大好きなこと 大切なこと
  2. ラブハンドルズ / 手のひらサイズの残像
  3. The LOVE / 偶然
  4. 陣内大蔵 / Tell me(sound produce by 藤田千章)
  5. 別所ユージfeat.mic69 / Flower
  6. 中西圭三with上新功祐 / ジョナサン
  7. 坂本サトル / プライド
  8. 谷口崇 / それが恋だった
  9. 染谷俊 / きみに逢えて、僕は
- a day/YELLOW 〜happuli〜（2005年）＊日韓友情年2005オフィシャル・アルバム
・日本参加アーティスト
  1. capsule / ウダガワフライデー
  2. 福富幸宏 / Play Back（cbsmgrfc mix）
  3. Asa festoon / ダンスの影
  4. MAKAI / Take me into your Heart
  5. Our Love to Stay / ハピネス
  6. 野宮真貴 / ツィッギー・ツィッギー
  7. Good Lovin' / LOVE & MONEY
  8. STUDIO APARTMENT / Life from the sun
  9. izanami / sunshine feat.urb Horns
  10. Yellow Cherry / 揺れる街(DJ HORII MIX)
- Hearten / a day  (2005年) ＊日韓友情年2005オフィシャル・アルバム（韓国内発売元：도레미 미디어）
・韓国参加アーティスト
  1. 심 현보 / A 형
  2. ブルドッグマンション / Hello! my friend
  3. LOVE HORIC / Sky
  4. パク・キヨン / My Favorite song
- Happuli / a day（2005年) ＊日韓友情年2005オフィシャル・アルバム (韓国内発売元：도레미 미디어)
・韓国参加アーティスト
  1. CLAZZIQUAI PROJECT / stepping out
  2. Cheon Je Duk / 바람
  3. DJ SOULSCAPE / jasmine
  4. common ground / ソグムサタン
  5. J / 슬프지만 진실

### 楽曲提供・プロデュース（シングル）
- KEN-JIN BAND
  - ロケット （プロデュース）（2004年）
  - 働ク男ノウタ（作詞：有吉弘行、作曲：劇団ひとりと共作）（2004年）
- YUYA
  - 優しい雪が降る通りで（2005年）
  - Yellow Bear（2005年）
  - 世界の果てにいて君は（2005年）
- PAPAIN / 하나의 사랑 （作詞：イ・ジュウォン）（2006年）
- MI:NE/하루 만（2006年）
- RAZ-OKU
  - キミに…（2007年）
  - 世界は僕らを待っている（2007年）
- 我那覇美奈 / ブルーバタフライ（2008年北京パラリンピック水泳日本代表選手応援歌・日本障害者水泳連盟公式ソング） （2008年）
- 馬路村のゆずにかかわる人たちfeat.梅★星 / ゆずに架ける夢（2009年）
- 嚆矢〜kouya〜 / 桜 （2010年）
- 名古屋おもてなし武将隊
  - 百花繚乱（2011年）[3]
  - 祈り starring 玉置成実（2011年）
- おもてなし武将隊JAPAN
  - 空/羽よ、魂となれ。（2012年）[4]
  - 花よ、咲け!（2012年）
  - ヒカリ（2012年）
  - 時空超兄弟のテーマ（2012年）
- 田畑守人 / 運命（2013年）
- ジェニファー / 蒼の疾風（2017年）
- Remus Choy（蔡一傑・草蜢 グラスホッパー） / One (浅岡雄也と共作詞)（2018年）
- 花岡なつみ / Restart（2019年） ＊尾里允得 名義

### 楽曲提供・編曲・プロデュース（アルバム）
- 別所ユージ(Bluem of Youth） / Portrature（2004年）
- MI:NE / Teenage superstar（2006年）
- PAPAIN/ 3rd（2007年）
- しばのまり子 / しばまりのうた　M-8 JUMON（2007年）
- gulff / sing out tokyo （2008年）

### 編曲のみ
- 中西保志
  - 秋日傘　NHK全国学校音楽コンクール用混成六部合唱（2015年）
- CarpLovers+
  - 燃える赤ヘル僕らのカープ（2016年）
  - 二文字応援歌(マキシマム ザ ホルモン / シミ)（2016年）
  - 軽騎兵序曲（2016年）
  - プレイボールファンファーレ（2017年）
  - 宮島さん(花咲か爺)（2017年）
  - それ行けカープ 〜若き鯉たち〜 ~Love Carp ver.~（2017年）

### 映画・ドラマ音楽
- 映画
  - 「SHAKE HANDS」(藤井道人 監督)（2013年 / BABEL LABEL）
  - 「きばいやんせ!私」(武正晴 監督・足立紳 脚本）（2018年/ アイエス・フィールド）
  - 「太陽とボレロ」(水谷豊 監督・脚本)（2022年/ 東映）
  - 「左様なら今晩は 」(高橋名月監督)（2022年/ パルコ）
- WEBドラマ 「ハーティスト・ストーリー」(池田千尋 監督)（2020年）
- ドラマ 「怪奇物件探偵X」(宮岡太郎 監督)主題歌『Nowhere』（2021年 / LINE LIVE） ＊尾里允得 名義

### 舞台音楽
- 「おもてなし武将隊JAPAN Tour2013 龍吟虎嘯」（2012年）
- 「大奥春秋」(井上泰治 脚本・演出)（2013年）
- 「直虎」(磯田道史 脚本)（2016年）

### その他の映像作品
- DVD「LIVE a day UNPLUGGED in 世界遺産(厳島神社)（2006年）
- TVCM 馬路村農業共同組合「Super Gokkun」（2008年）
- WEB 近藤典子×ダイワハウス「Home & Life」（2011年）[5]
- VR CRUISEオフィシャルムービー「OKAZAKI SAKURA」（2016年）
- 中国放送「カンムリのテーマ」（2016年）
- 西濃運輸グループ「GENieブランディングムービー」（2020年）
- ルマンオート「ルマンオートのテーマ」（2020年）
  - 広島県限定で新春のみのCMソング。浅岡雄也が歌唱し、本人もCM出演している。
- カール・ツァイス Supreme Prime 200mm ショーリール「The Wings」(会田正裕 監督) （2023年）[6]